# Riner (Lleida)
Riner ist eine spanische Gemeinde (municipio) der Provinz Lleida im Innern der autonomen Region Katalonien. Riner hat 262 Einwohner (Stand: 2024). Die Gemeinde besteht neben Riner aus den Ortschaften Freixinet, El Miracle, Santa Susanna und Su.

## Lage
Riner liegt etwa 80 Kilometer ostnordöstlich von Lleida und etwa 75 Kilometer nordnordwestlich von Barcelona in den Pyrenäen in einer Höhe von ca. 610 m. 

## Bevölkerungsentwicklung
| Jahr        | 1900 | 1950 | 1970 | 1981 | 1991 | 2001 | 2011 | 2021 |
| ----------- | ---- | ---- | ---- | ---- | ---- | ---- | ---- | ---- |
| Einwohner   | 471  | 545  | 356  | 280  | 253  | 280  | 283  | 281  |
| Quelle: INE |      |      |      |      |      |      |      |      |

## Sehenswertes
- Jakobuskirche in Riner
- Susannenkirche in Santa Susanna
- Marienkirche in Su
- Martinskirche in Riner
- Christopheruskirche in Freixinet
- Heiligtum von El Miracle

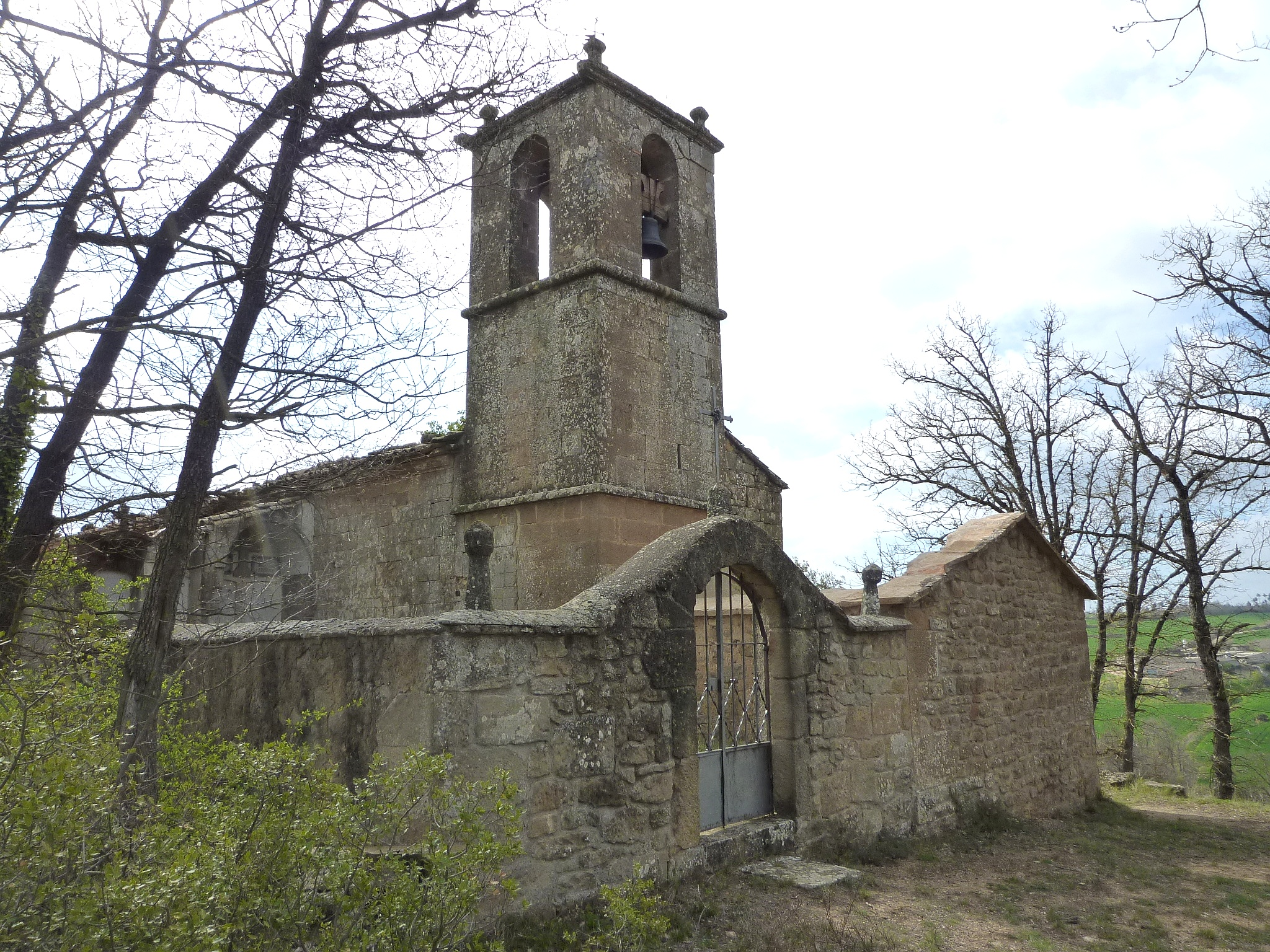
Jakobuskirche
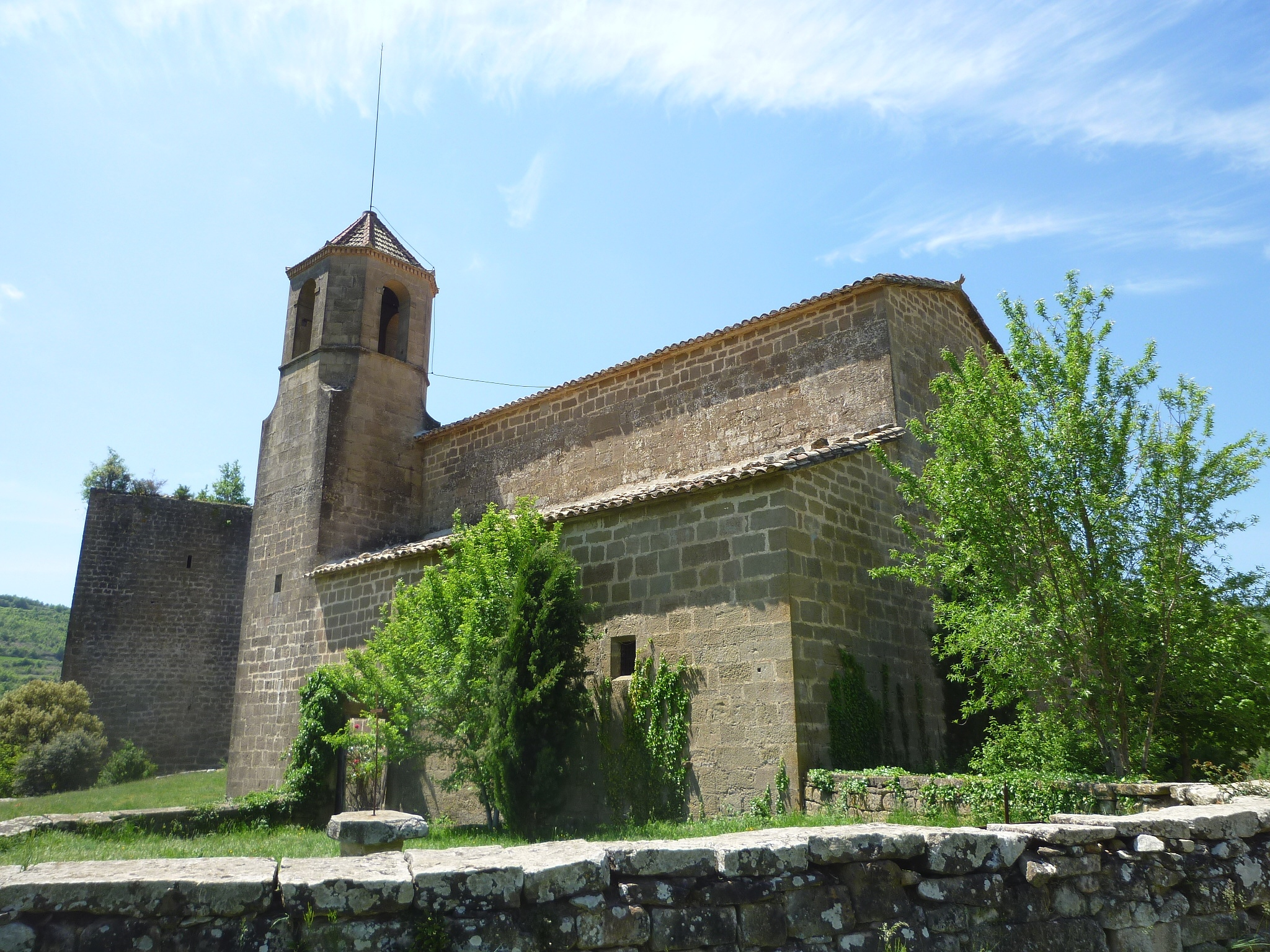
Martinskirche
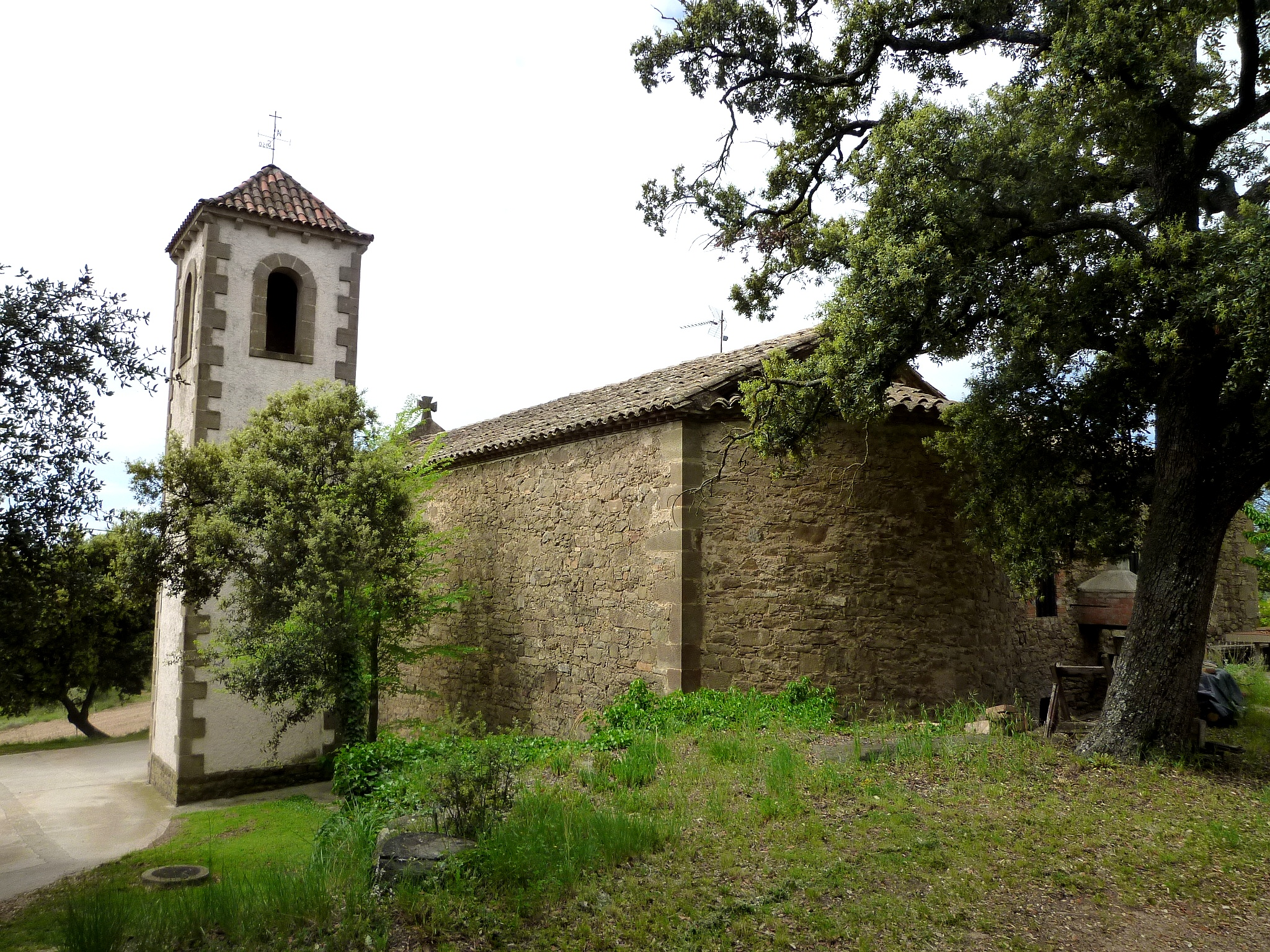
Susannenkirche
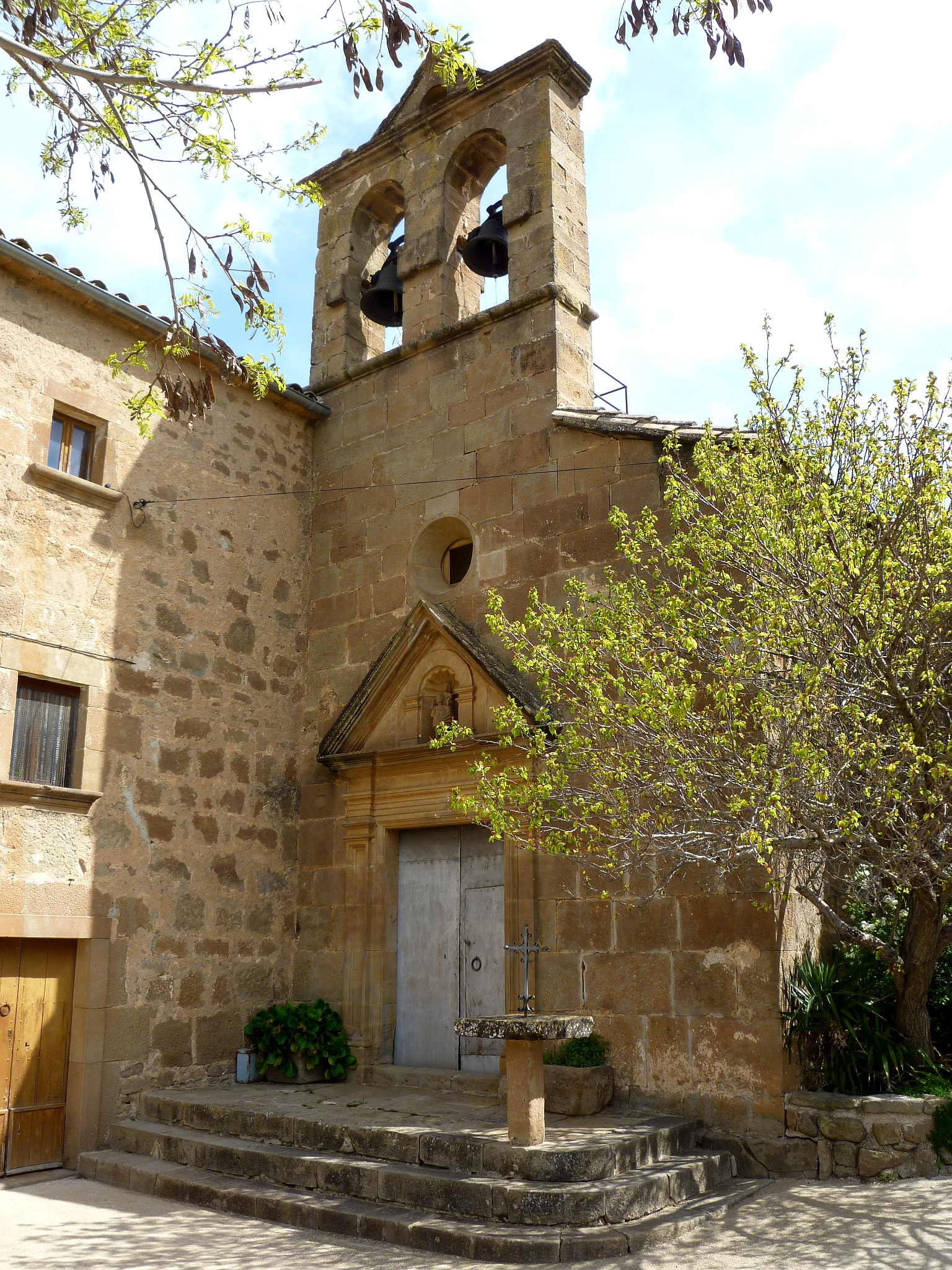
Christopheruskirche
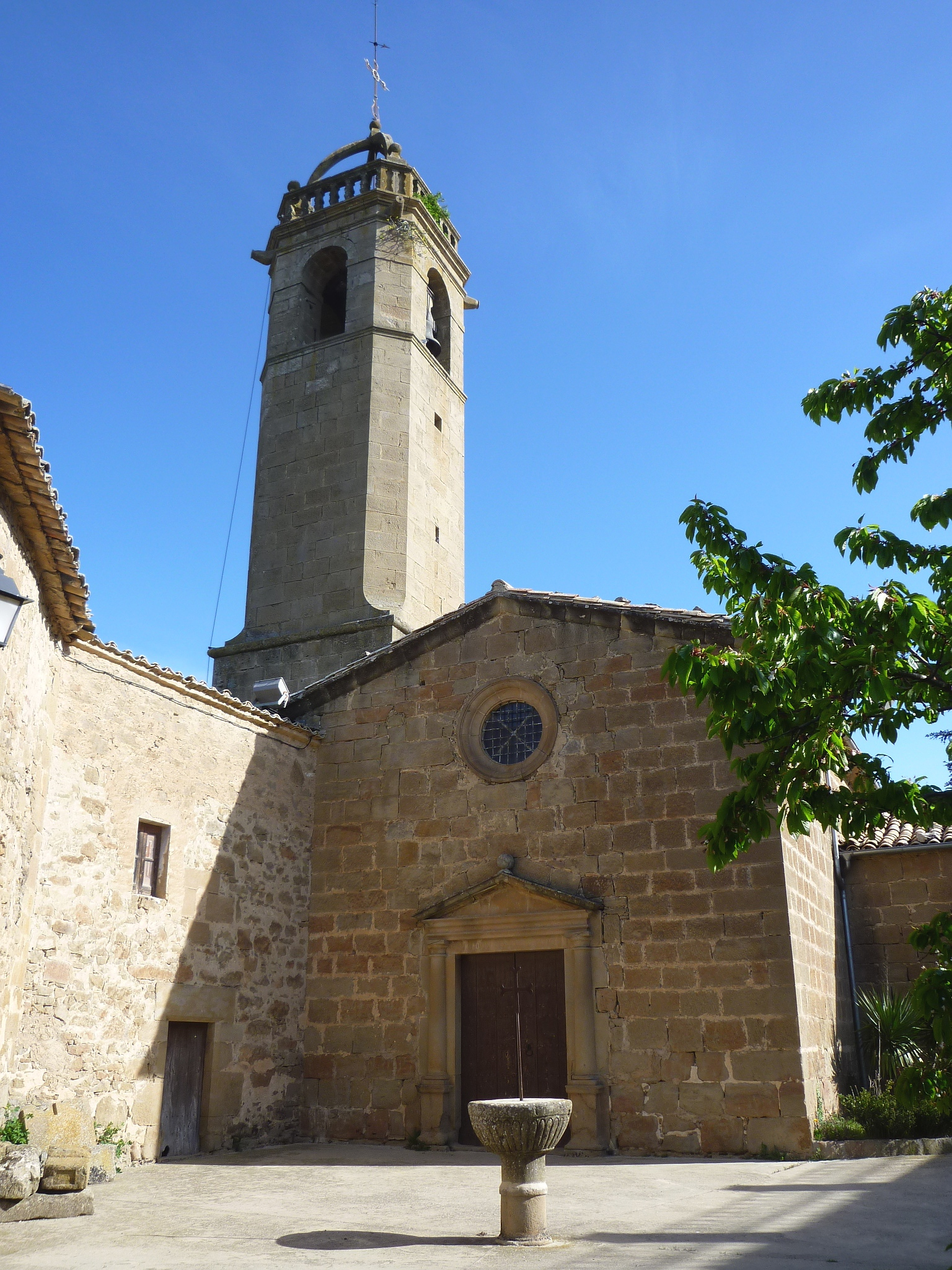
Marienkirche
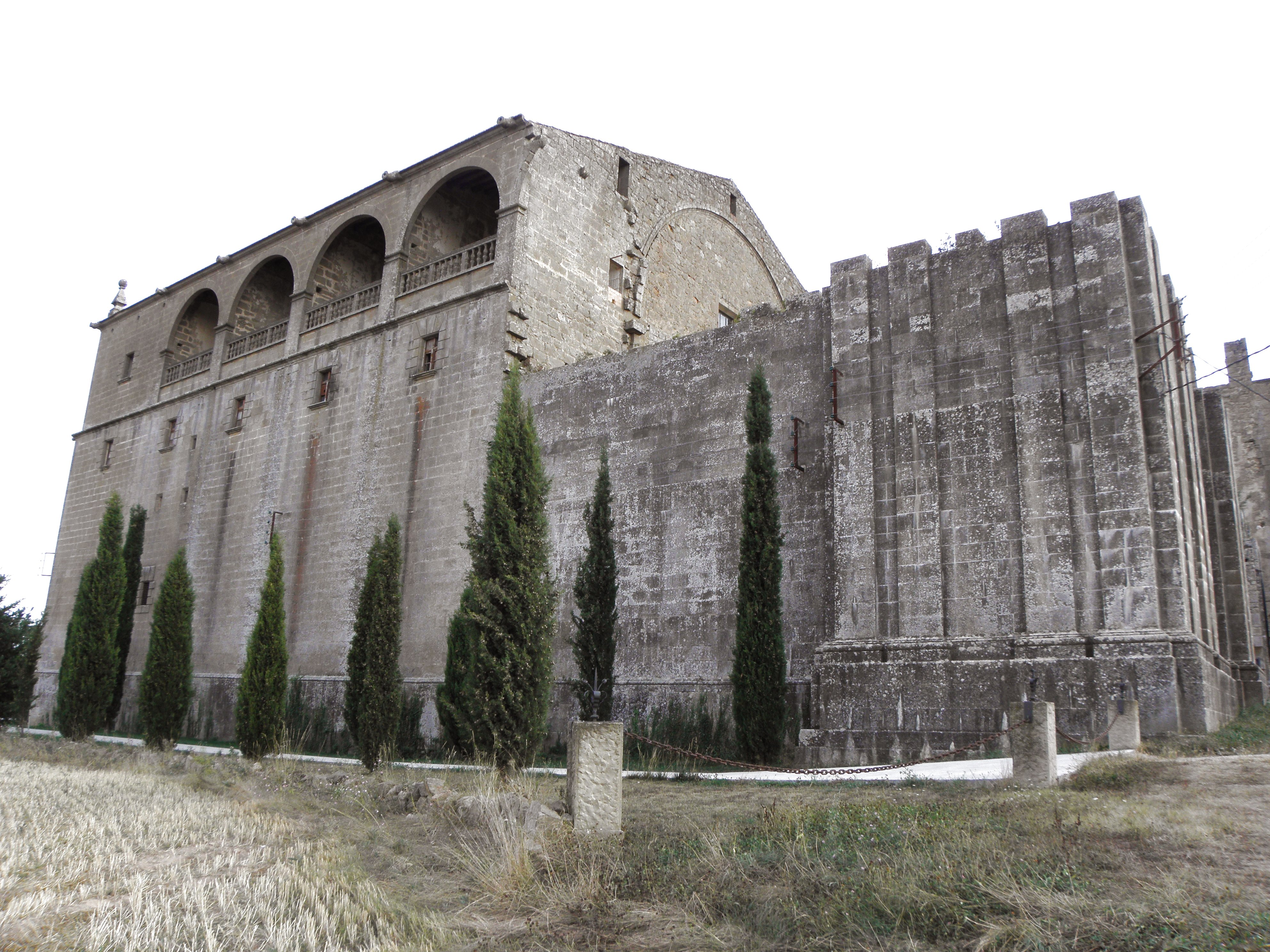
Heiligtum